# Parc national d'Anshi
Le parc national d'Anshi, rebaptisé réserve de tigres de Kali en 2015, est une aire protégée située dans l'État du Karnataka en Inde. Il est situé dans les Ghats occidentaux, et comprend une partie de la vallée du fleuve Kali, une importante région forestière composée de forêts décidues humides tropicales. On y trouve notamment des panthères noires. Le parc fait partie du programme Project Tiger.
Le parc est reconnu zone importante pour la conservation des oiseaux depuis 2003.